# Jean-Philippe Sabo
Jean-Philippe Sabo (ur. 26 lutego 1987 w Gouvieux) – francuski piłkarz występujący na pozycji obrońcy.

## Kariera klubowa
Francuski obrońca zadebiutował w barwach Olympique Marsylii w meczu Pucharu Ligi z AJ Auxerre, kiedy to kontuzjowany był Taye Taiwo i Juan Ángel Krupoviesa. Po dobrym meczu w pucharze zadebiutował w lidze w spotkaniu z Valenciennes FC. W sezonie 2006/07 występował na lewej pomocy, jednak później został przesunięty z powodu swoich warunków do tyłu.
12 czerwca 2008 ogłoszono, że Jean-Philippe został wypożyczony na sezon do Montpellier HSC, z którym awansował w 2009 z Ligue 2 do Ligue 1. W 2010 roku został na rok wypożyczony do AC Ajaccio. 30 czerwca 2012 roku zakończył się jego kontrakt z OM.
| Sezon   | Klub               | Kraj    | Rozgrywki | Mecze | Bramki | Rozgrywki Europy | Mecze | Bramki |
| ------- | ------------------ | ------- | --------- | ----- | ------ | ---------------- | ----- | ------ |
| 2007/08 | Olympique Marsylia | Francja | Ligue 1   | 1     | 0      | –                | –     | –      |
| 2008/09 | Montpellier HSC    | Francja | Ligue 2   | 30    | 1      | –                | –     | –      |
| 2009/10 | AC Ajaccio         | Francja | Ligue 2   | 34    | 0      | –                | –     | –      |
| 2010/11 | Olympique Marsylia | Francja | Ligue 1   | 0     | 0      | Liga Mistrzów    | 0     | 0      |
| 2011/12 | Olympique Marsylia | Francja | Ligue 1   | 4     | 0      | Liga Mistrzów    | 1     | 0      |
| 2012/13 | RC Strasbourg      | Francja | CFA       | 17    | 1      | –                | –     | –      |
| 2013/14 | RC Strasbourg      | Francja | National  | 29    | 2      | –                | –     | –      |
| 2014/15 | RC Strasbourg      | Francja | National  | 28    | 3      | –                | –     | –      |
| 2015/16 | RC Strasbourg      | Francja | National  | 12    | 0      | –                | –     | –      |